# Бой на озере Поншартрен
Бой на озере Поншартрен — абордажный бой в ходе Кампании в Мексиканском заливе между континентальной шхуной Morris и британским вооруженным кораблем HMS West Florida (в ранге шлюпа). Американцы взяли West Florida. Поскольку это был единственный британский корабль на озере, они тем самым устранили присутствие Королевского флота в нижнем течении Миссисипи.

## Предыстория
Торговый агент Конгресса в Новом Орлеане (тогда владении испанской колонии Луизиана) Оливер Поллок, имел одновременно и политическую функцию. Он следил за морскими приготовлениями на Миссисипи и имел санкцию нанимать в Континентальный флот или приватирами как корабли, так и офицеров. В этой деятельности ему сочувствовал и помогал губернатор Луизианы, Бернардо де Гальвес (исп. Bernardo de Gálvez).
В 1778 году Поллок закупил британское судно Rebecca, из числа призов, взятых отрядом капитана Виллинга (англ. James Willing) прибывшим по реке из Огайо. Через год судно, переименованное в Morris, было вооружено 24 пушками и с полной командой, во главе с капитаном Уильямом Пиклзом (англ. William Pickles) было готово к походу, но его уничтожил ураган 18 августа 1779 года; при этом погибли 11 человек. Тогда губернатор Гальвес предоставил американцам в пользование вооруженную шхуну. Её название, судя по всему, было тоже Morris (возможно, Morris’s Tender). На ней-то Пиклз и вышел в крейсерство.

## Ход боя
Крейсерство West Florida до 27 августа продолжалось без происшествий, но в тот день не вернулась посланная Пэйном для связи с армией шлюпка. Её захватили испанцы, посланные Гальвесом для оккупации Батон-Руж, но Пэйн о них не знал. Morris с командой в 57 человек крейсировал в озере с приказом «беспокоить британское судоходство». 10 сентября, неся британский флаг в качестве военной хитрости, он был обнаружен британским шлюпом, и скомандовал готовить абордажную партию. Сблизившись, Пэйн голосом запросил, что за корабль, и получил ответ: «Купец, назначением в Пенсаколу». Сблизившись вплотную, Пиклз спустил британский флаг, поднял континентальный и скомандовал на абордаж.
По американским отчетам, небольшая команда West Florida (15 человек по британским сведениям, 30 по испанским) оказала «решительное сопротивление» и дважды отразила абордажную партию. Вероятно, оба корабля не успели выстрелить ни залпа. Дело решил рукопашный бой и численное превосходство Morris. Капитан Пэйн был смертельно ранен. Кроме него было ещё двое раненых. Абордажная партия подавила британцев, потеряв 6—8 человек убитыми.

## Последствия
Согласно рапорту Пиклза к Конгрессу, он :

Захватил в сентябре на озере Поншартрен корабль весьма превосходящий силой, после очень серьезного боя.
Оригинальный текст (англ.)Captur'd in Septr. a Vessel of very superior force in Lake Pontchartrain, after a very sever conflict.

При сравнении остальных отчетов, однако, представляется, что все шансы были в его пользу. Даже если верить испанским данным, он имел вдвое больше людей, чем Пэйн, и застал того врасплох. Американский источник числит West Florida после захвата как 14-пушечный, что плохо согласуется с командой в 30 и тем более 15 человек. Возможно, это вооружение, установленное уже американцами. Во всяком случае, шлюп не получил шанса воспользоваться артиллерией.
После того, как было покончено с британским морским присутствием у Нового Орлеана, операции испанцев стали чисто сухопутными. При том, что их армия была несомненно больше, такое положение их вполне устраивало.
West Florida был приведен в Новый Орлеан и оснащен Поллоком. Осенью ставший его капитаном Пиклз крейсировал на нём по озеру и захватил британское поселение. Вскоре последовало падение британских гарнизонов на Миссисипи. Поскольку они остались без поддержки флота, здесь сказалось значение боя на озере Поншартрен. Позже West Florida содействовал Гальвесу во взятии Мобила. После этого он ушел в Филадельфию, где был продан.